# (1410) Margret
(1410) Margret ist ein Asteroid des Hauptgürtels, der am 8. Januar 1937 vom deutschen Astronomen Karl Wilhelm Reinmuth in Heidelberg entdeckt wurde.
Der Asteroid ist nach Margret Braun, der Ehefrau des deutschen Astronom Heinrich Vogt (1890–1968) benannt.